# Etobema circumdata
Etobema circumdata är en fjärilsart som beskrevs av Walker 1865. Etobema circumdata ingår i släktet Etobema och familjen tofsspinnare. Inga underarter finns listade i Catalogue of Life.